# (5467) 1988 AG
(5467) 1988 AG es un asteroide perteneciente al cinturón de asteroides, descubierto el 11 de enero de 1988 por Tsutomu Hioki y el también astrónomo Nobuhiro Kawasato desde el Okutama Observatory, Japón.

## Designación y nombre
Designado provisionalmente como 1988 AG.

## Características orbitales
1988 AG está situado a una distancia media del Sol de 2,809 ua, pudiendo alejarse hasta 3,282 ua y acercarse hasta 2,335 ua. Su excentricidad es 0,168 y la inclinación orbital 8,753 grados. Emplea 1719,97 días en completar una órbita alrededor del Sol.

## Características físicas
La magnitud absoluta de 1988 AG es 13. Tiene 10,351 km de diámetro y su albedo se estima en 0,101. Está asignado al tipo espectral X según la clasificación SMASSII.